# Semidysderina lagila
Espèce
Semidysderina lagila est une espèce d'araignées aranéomorphes de la famille des Oonopidae.

## Distribution
Cette espèce est endémique du département de Magdalena en Colombie,. Elle se rencontre entre 1 000 et 2 600 m d'altitude dans la Sierra Nevada de Santa Marta.

## Description
Le mâle holotype mesure 2,07 mm et la femelle paratype 2,58 mm.

## Étymologie
Cette espèce est nommée en référence au lieu de sa découverte, le Cerro Lagila.

## Publication originale
- Platnick & Dupérré, 2011 : The Andean goblin spiders of the new genera Paradysderina and Semidysderina (Araneae, Oonopidae). Bulletin of the American Museum of Natural History, no 364, p. 1-121 (texte intégral).